# Tứ linh
Os Tứ linh, ou Quatro Santos, fazem parte da mitologia vietnamita, estando também compartilhada, em partes, com a mitologia chinesa. Eles são associados a animais, que seriam o Dragão vietnamita, (Long) no Oriente, o Qilin (Lân) no Ocidente, a Tartaruga Negra (Quy) no Norte, e o Fenghuang (Phung) no Sul.